# 9148 Boriszaitsev
9148 Boriszaitsev è un asteroide della fascia principale. Scoperto nel 1977, presenta un'orbita caratterizzata da un semiasse maggiore pari a 2,2334540 UA e da un'eccentricità di 0,1608041, inclinata di 4,75089° rispetto all'eclittica.